# Мраморный переулок (Санкт-Петербург)
Мра́морный переу́лок — переулок в Центральном районе Санкт-Петербурга. Проходит от Дворцовой набережной до Миллионной улицы.

## Связь с городской транспортной сетью
Улица пересекает или граничит со следующими объектами:
- Дворцовая набережная;
- Миллионная улица

## Водные артерии
- Река Нева

## История
В створе переулка на время строительства постоянного Троицкого моста от засыпанного рва Иоанновского равелина была наведена наплавная переправа.

## Достопримечательности
Переулок находится в центре города, несмотря на то, что на нём нет ни одного адреса, на него выходят фасады памятников:
| Номер дома                                                  | Описание | Иллюстрация |
| ----------------------------------------------------------- | --- | ----------- |
| Миллионная улица, дом 5                                     | Мраморный дворец (третья четверть XVIII века арх. А. Ринальди) |             |
| Миллионная улица, дом 7 (Дворцовая наб., 8, Мраморный пер.) | Особняк Громова (Ратькова-Рожнова) (1720-е гг. (дворец Кантемира Д. К.), арх. Растрелли Ф.-Б., нач. XIX в., арх. Руска Л., 1867 г., арх. Фонтана Л. Ф., 1875 г., арх.-худ.Рахау К. К., 1876 г., арх.-худ. Рахау К. К., 1877 г., арх.-худ. Рахау К. К.) |             |

## Транспорт
Ближайшая станция метро — «Невский проспект».